# Mosoni B. Magdolna
Mosoni B. Magdolna (Brassó, 1931. június 17. –) romániai magyar tankönyvszerkesztő.

## Élete és munkássága
Gimnáziumot szülővárosában végzett, a Bolyai Tudományegyetemen földrajz-geológia szakos diplomát szerzett 1956-ban. A bukaresti Magyar Líceumban kezdte pedagógiai pályáját, majd 1956 és 1961 között a Ştefan Gheorghiu Pártfőiskola magyar tagozatán volt földrajzi előadó. Kultúrattasé férjét elkísérve Teheránban Irán romániai nagykövetségén dolgozott titkárként 1961 és 1965 között. A bukaresti Tankönyvkiadó magyar osztályán földrajzi, természetrajzi, mezőgazdasági, műszaki és zenei tankönyvek fordításán és szerkesztésén dolgozott, iskolai falitérképeket állított össze a magyar iskolák számára, majd 1988-as nyugdíjazása után is folytatva munkáját. Fordításában jelent meg az Adrian Holan-féle könyv a fekete Afrikáról a Tudományos Könyvkiadónál (1960); a Napsugár földrajzi leírásait is közölte.